# Bilíbino
Bilíbino (en rus, Билибино) és una ciutat del districte autònom de Txukotka, a Rússia.

## Història
La construcció de Bilíbino començà el 1955, i la vila aconseguí l'estatus de ciutat el 1993. Fou batejada així en honor del geòleg rus Iuri Bilíbine (1901-1952).
La ciutat fou construïda prop de la central nuclear més septentrional del món, que entrà en funcionament el 1976.

## Economia
L'extracció d'or és una de les poques indústries que queden actives a Txukotka, després de la desintegració de la Unió Soviètica. Les principals mines d'or es troben al voltant de la vila de Bilíbino, i són explotades únicament a l'estiu, amb un accés només apte per a helicòpters.